# Tour de Suisse 2018
82. ročník etapového cyklistického závodu Tour de Suisse se konal mezi 9. a 17. červnem 2018 ve Švýcarsku. Celkovým vítězem se stal Australan Richie Porte z týmu BMC Racing Team před druhým Jakobem Fuglsangem (Astana) a třetím Nairem Quintanou (Movistar Team).

## Týmy
Závodu se účastnilo všech 18 UCI WorldTeamů společně se 3 UCI Professional Continental týmy. Každý z 21 týmů přijel se 7 jezdci, na start se tedy postavilo 147 jezdců. Do cíle v Bellinzoně dojelo 136 jezdců.
UCI WorldTeamy
- AG2R La Mondiale
- Astana
- Bahrain–Merida
- BMC Racing Team
- Bora–Hansgrohe
- EF Education First–Drapac p/b Cannondale
- Groupama–FDJ
- LottoNL–Jumbo
- Lotto–Soudal
- Mitchelton–Scott
- Movistar Team
- Quick-Step Floors
- Team Dimension Data
- Team Katusha–Alpecin
- Team Sky
- Team Sunweb
- Trek–Segafredo
- UAE Team Emirates

UCI Professional Continental týmy
- Aqua Blue Sport
- Direct Énergie
- Nippo–Vini Fantini–Europa Ovini

## Trasa a etapy
| Etapa         | Datum         | Trasa                     | Vzdálenost | Typ       | Typ                  | Vítěz                         |
| ------------- | ------------- | ------------------------- | ---------- | --------- | -------------------- | ----------------------------- |
| 1             | 9. června     | Frauenfeld - Frauenfeld   | 18,3 km    |           | Týmová časovka       | BMC Racing Team               |
| 2             | 10. června    | Frauenfeld - Frauenfeld   | 155 km     |           | Zvlněná etapa        | Peter Sagan (SVK)             |
| 3             | 11. června    | Oberstammheim - Gansingen | 182,2 km   |           | Zvlněná etapa        | Sonny Colbrelli (ITA)         |
| 4             | 12. června    | Gansingen - Gstaad        | 189,2 km   |           | Zvlněná etapa        | Christopher Juul-Jensen (DEN) |
| 5             | 13. června    | Gstaad - Leukerbad        | 155,7 km   |           | Horská etapa         | Diego Ulissi (ITA)            |
| 6             | 14. června    | Fiesch - Gommiswald       | 186 km     |           | Horská etapa         | Søren Kragh Andersen (DEN)    |
| 7             | 15. června    | Eschenbach - Arosa        | 170,5 km   |           | Horská etapa         | Nairo Quintana (COL)          |
| 8             | 16. června    | Bellinzona - Bellinzona   | 123,8 km   |           | Rovinatá etapa       | Arnaud Démare (FRA)           |
| 9             | 17. června    | Bellinzona - Bellinzona   | 34,1 km    |           | Individuální časovka | Stefan Küng (SUI)             |
| Celková délka | Celková délka | Celková délka             | 1215,4 km  | 1215,4 km | 1215,4 km            | 1215,4 km                     |

## Průběžné pořadí
| Etapa          | Vítěz                   | Celkové pořadí | Bodovací soutěž  | Vrchařská soutěž | Soutěž mladých jezdců | Soutěž týmů     |
| -------------- | ----------------------- | -------------- | ---------------- | ---------------- | --------------------- | --------------- |
| 1              | BMC Racing Team         | Stefan Küng    | neuděleno        | neuděleno        | Sam Oomen             | BMC Racing Team |
| 2              | Peter Sagan             | Stefan Küng    | Calvin Watson    | Filippo Zaccanti | Sam Oomen             | BMC Racing Team |
| 3              | Sonny Colbrelli         | Stefan Küng    | Calvin Watson    | Filippo Zaccanti | Sam Oomen             | BMC Racing Team |
| 4              | Christopher Juul-Jensen | Stefan Küng    | Peter Sagan      | Filippo Zaccanti | Sam Oomen             | BMC Racing Team |
| 5              | Diego Ulissi            | Richie Porte   | Peter Sagan      | Romain Sicard    | Sam Oomen             | Movistar Team   |
| 6              | Søren Kragh Andersen    | Richie Porte   | Peter Sagan      | Mark Christian   | Sam Oomen             | Movistar Team   |
| 7              | Nairo Quintana          | Richie Porte   | Michael Matthews | Mark Christian   | Enric Mas             | Astana          |
| 8              | Arnaud Démare           | Richie Porte   | Peter Sagan      | Mark Christian   | Enric Mas             | Astana          |
| 9              | Stefan Küng             | Richie Porte   | Peter Sagan      | Mark Christian   | Enric Mas             | Astana          |
| Konečné pořadí | Konečné pořadí          | Richie Porte   | Peter Sagan      | Mark Christian   | Enric Mas             | Astana          |

## Konečné pořadí
| Legenda | Legenda                            | Legenda | Legenda                                 |
| ------- | ---------------------------------- | ------- | --------------------------------------- |
|         | Označuje vítěze celkového pořadí.  |         | Označuje vítěze soutěže mladých jezdců. |
|         | Označuje vítěze bodovací soutěže.  |         | Označuje vítěze soutěže týmů.           |
|         | Označuje vítěze vrchařské soutěže. |         |                                         |

### Celkové pořadí
| Pořadí | Jezdec           | Tým                   | Čas         |
| ------ | ---------------- | --------------------- | ----------- |
| 1      | Richie Porte     | BMC Racing Team       | 29h 28’ 05” |
| 2      | Jakob Fuglsang   | Astana                | + 1’ 02”    |
| 3      | Nairo Quintana   | Movistar Team         | + 1’ 12”    |
| 4      | Enric Mas        | Deceuninck–Quick-Step | + 1’ 20”    |
| 5      | Wilco Kelderman  | Team Sunweb           | + 1’ 21”    |
| 6      | Simon Špilak     | Team Katusha–Alpecin  | + 1’ 47”    |
| 7      | Sam Oomen        | Team Sunweb           | + 1’ 52”    |
| 8      | Steven Kruiswijk | LottoNL–Jumbo         | + 1’ 59”    |
| 9      | Diego Ulissi     | UAE Team Emirates     | + 2’ 27”    |
| 10     | Arthur Vichot    | Groupama–FDJ          | + 2’ 41”    |

### Bodovací soutěž
| Pořadí | Jezdec                  | Tým                  | Body |
| ------ | ----------------------- | -------------------- | ---- |
| 1      | Peter Sagan             | Bora–Hansgrohe       | 26   |
| 2      | Michael Matthews        | Team Sunweb          | 26   |
| 3      | Søren Kragh Andersen    | Team Sunweb          | 21   |
| 4      | Willie Smit             | Team Katusha–Alpecin | 21   |
| 5      | Calvin Watson           | Aqua Blue Sport      | 19   |
| 6      | Stefan Küng             | BMC Racing Team      | 18   |
| 7      | Gorka Izagirre          | Bahrain–Merida       | 18   |
| 8      | Christopher Juul-Jensen | Mitchelton–Scott     | 15   |
| 9      | Sonny Colbrelli         | Bahrain–Merida       | 14   |
| 10     | Nathan Haas             | Team Katusha–Alpecin | 14   |

### Vrchařská soutěž
| Pořadí | Jezdec            | Tým                             | Body |
| ------ | ----------------- | ------------------------------- | ---- |
| 1      | Mark Christian    | Aqua Blue Sport                 | 36   |
| 2      | Nathan Haas       | Team Katusha–Alpecin            | 32   |
| 3      | Romain Sicard     | Direct Énergie                  | 24   |
| 4      | Nairo Quintana    | Movistar Team                   | 20   |
| 5      | Lawrence Warbasse | Aqua Blue Sport                 | 20   |
| 6      | Rein Taaramäe     | Direct Énergie                  | 20   |
| 7      | Filippo Zaccanti  | Nippo–Vini Fantini–Europa Ovini | 17   |
| 8      | Nans Peters       | AG2R La Mondiale                | 16   |
| 9      | Maxime Monfort    | Lotto–Soudal                    | 16   |
| 10     | Daniel Oss        | Bora–Hansgrohe                  | 15   |

### Soutěž mladých jezdců
| Pořadí | Jezdec            | Tým                                      | Čas         |
| ------ | ----------------- | ---------------------------------------- | ----------- |
| 1      | Enric Mas         | Deceuninck–Quick-Step                    | 29h 29’ 25” |
| 2      | Sam Oomen         | Team Sunweb                              | + 32”       |
| 3      | Pavel Sivakov     | Team Sky                                 | + 2’ 27”    |
| 4      | Hugh Carthy       | EF Education First–Drapac p/b Cannondale | + 3’ 12”    |
| 5      | Bjorg Lambrecht   | Lotto–Soudal                             | + 4’ 11”    |
| 6      | Merhawi Kudus     | Team Dimension Data                      | + 10’ 58”   |
| 7      | Gregor Mühlberger | Bora–Hansgrohe                           | + 11’ 13”   |
| 8      | Mark Padun        | Bahrain–Merida                           | + 20’ 06”   |
| 9      | Nans Peters       | AG2R La Mondiale                         | + 26’ 15”   |
| 10     | Stef Cras         | Team Katusha–Alpecin                     | + 28’ 41”   |

### Soutěž týmů
| Pořadí | Tým                  | Čas         |
| ------ | -------------------- | ----------- |
| 1      | Astana               | 87h 51’ 34” |
| 2      | Movistar Team        | + 4’ 45”    |
| 3      | AG2R La Mondiale     | + 4’ 54”    |
| 4      | Team Sunweb          | + 5’ 09”    |
| 5      | BMC Racing Team      | + 15’ 14”   |
| 6      | Bahrain–Merida       | + 18’ 58”   |
| 7      | Team Katusha–Alpecin | + 19’ 46”   |
| 8      | LottoNL–Jukmbo       | + 23’ 21”   |
| 9      | Team Dimension Data  | + 37’ 46”   |
| 10     | Trek–Segafredo       | + 42’ 07”   |